# Pelusios carinatus
Pelusios carinatus (Laurent, 1956) è un  rettile dell'ordine delle Testudines. È una specie palustre.

## Descrizione

### Areale e habitat
Guinea Equatoriale, Repubblica Equatoriale del Congo e Gabon. Vive in fiumi, laghi e lagune con fitta vegetazione.

### Caratteristiche
Carapace ovale e allungato, di colorazione nerastra e lungo fino a 23 cm. Piastrone giallo-crema bordato di nero.

### Accoppiamento e riproduzione
Le femmine depongono 6-12 uova.

### Alimentazione
Specie carnivora.